# Kazurabashi
Kazurabashi (jap. かずら橋) – most wiszący w dolinie Iya w pobliżu Miyoshi w prefekturze Tokushima. Zgodnie z tradycją wykonany z wykorzystaniem pnączy aktinidii ostrolistnej. Wedle dokumentów historycznych na obszarze doliny Iya znajdowało się od 7 do 13 identycznych mostów. Istnieją dwa podania wywodzące pochodzenie mostu. Pierwsze uznaje za jego konstruktora postać Wielkiego Mistrza Rozpowszechniającego Prawo (jap. 弘法大師 Kōbō Daishi), który zajął się budową mostu, aby pomóc okolicznym mieszkańcom. Drugie zakłada, że mosty te budowali uciekinierzy z rodu Taira. Mogły być łatwo zniszczone w celu spowolnienia pościgu.

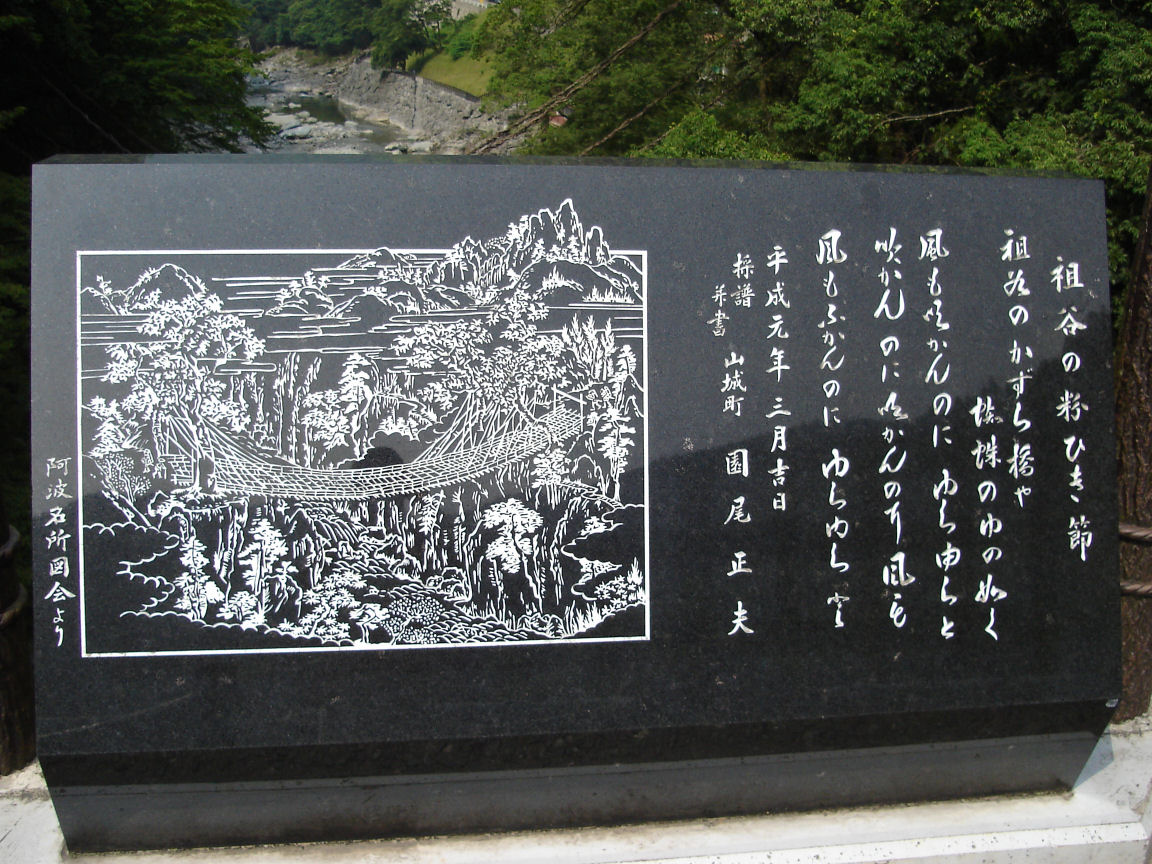
Stela przed mostem

Obecnie Kazurabashi ma 45 metrów długości, 2 metry szerokości i rozpościera się na wysokości 14 metrów. Jest jednym z trzech niekonwencjonalnych mostów w Japonii i zaliczany jest do Dóbr Kultury Ludowej (jap. 重要有形民俗文化財 jūyō yūkei minzoku bunkazai). Za panowania cesarza Taishō pnącza zostały zastąpione drutami, jednak już w 1928 roku powrócono do tradycyjnej konstrukcji. Obecnie ze względów bezpieczeństwa pnącza zostały wzmocnione drutem. Raz na 3 lata most zostaje przebudowywany. Prace trwają ok. 2 tygodni. Z roku na rok coraz trudniej jest znaleźć odpowiednio grube okazy roślin, w związku z czym do budowy wykorzystuje się splecione z cieńszych pnącz liny.